# 侏罗纪世界：游戏
《侏罗纪世界：游戏》是Ludia公司开发的一款模拟电子游戏，改编自2015年电影《侏罗纪世界》。它是Ludia早期游戏《建设侏罗纪公园》的续作，具有类似的游戏玩法。
该游戏的中国服务器于2021年1月4日关闭，导致该游戏无法在中国运行，但在世界其他地区仍然可以玩。

## 游戏玩法
《侏罗纪世界：游戏》以虚构的哥斯达黎加岛屿努布拉岛和索纳岛为背景，玩家将在那里控制建造侏罗纪世界主题公园。玩家可以添加建筑物并创造恐龙来填充公园。游戏中有陆生恐龙、水生恐龙和新生代动物等生物。
在战斗中，玩家选择一种动物来对抗对手的动物，使用行动点系统，该系统会随着每回合的增加而增加，同时利用每种动物的弱点。
通过获得一系列生物，玩家可以通过完成角色分配给他们的任务来维护公园。玩家可以建造建筑物和装饰品来增加收入。每升一个等级都会解锁新的战斗任务和建筑物来扩展公园。在整个游戏过程中，玩家可以获得卡包，卡包可以提供稀有物种、货币或其它资源。混种可以通过融合两只等级40级（上限）的恐龙来获得，例如将暴龍和迅猛龙组合成帝王暴龍。超级混种又可以通过收集特定DNA并将其与现有混种融合来制造。该公园还包括水生区和新生代区，其中有许多非恐龙物种。 
游戏支持使用孩之宝的侏罗纪世界暴龍玩具，玩家可以扫描这些玩具并将其纳入游戏中进行战斗。

## 开发与发布
环球影业于2014年10月宣布推出《侏罗纪世界：游戏》，作为2015年电影《侏罗纪世界》宣传计划的一部分。Ludia于2015年4月发布了iOS版游戏，恰逢电影上映。不久后，它于2015年5月发布了Android版。

## 批评
Kotaku的帕特里克·克莱佩克批评该游戏使用游戏内广告。Gamezebo的纳迪亚·奥克斯福德给这款游戏打了三颗星（满分五颗星）。奥克斯福德注意到了逼真的恐龙模型，但写道，这款游戏“将平庸的公园建设与平庸的恐龙战斗结合在一起。它很有能力，天哪，它（大部分）看起来很光彩，但这里没有太多东西可以将游戏与标准游戏（建设侏罗纪公园）区分开来。Gamezebo认为这款游戏“几乎是《建设侏罗纪公园II》，只不过你在这款三年前的游戏中创建的公园似乎比你在《侏罗纪世界》中创建的褪色的灰色游乐场更加丰富多彩和欢乐”。